# Wild Dances
Pour l’article homonyme, voir Wild Dances (chanson).
Albums de Ruslana
Dyki tantsi
(2003) Wild Energy
(2008)
Wild Dances (Les danses sauvages) est le premier album international de la chanteuse, compositrice et chef d'orchestre Ukrainienne Ruslana, gagnante de l'Eurovision en 2004. L'album a été cinq fois disque de platine en Ukraine, se vendant à plus de 500 000 exemplaires.

## Pistes
| N° | Titre                                | Producteur(s)                 | Durée    |
| -- | ------------------------------------ | ----------------------------- | -------- |
| 1  | Wild Dances                          | Ruslana                       | 3 min 00 |
| 2  | Dance with the Wolves                | Egoworks                      | 3 min 59 |
| 3  | Accordion Intro                      | Ruslana                       | 1 min 01 |
| 4  | The Same Star                        | Egoworks                      | 4 min 19 |
| 5  | Play, Musician                       | Ruslana, Olexandr Ksenofontov | 3 min 55 |
| 6  | Like a Hurricane                     | Goatboy                       | 2 min 36 |
| 7  | The Tango We Used To Dance           | Ruslana, Egoworks             | 3 min 45 |
| 8  | Wild Dances (Harem's club mix)       | Pasion Turca                  | 3 min 16 |
| 9  | Wild Dances part 2                   | Egoworks                      | 3 min 59 |
| 10 | Wild Passion                         | Egoworks                      | 4 min 00 |
| 11 | Arkan                                | Olexandr Ksenofontov          | 3 min 30 |
| 12 | Kolomijka                            | Ruslana, Olexandr Ksenofontov | 4 min 00 |
| 13 | Hutsul Girl                          | Ruslana, Olexandr Ksenofontov | 3 min 53 |
| 14 | Play, Musican (Deep mix)             |                               | 3 min 58 |
| 15 | Wild Dances (Harem's percussion mix) | Pasion Turca                  | 3 min 58 |

### Singles
| N° | Titre                 | Collaboration(s) |
| -- | --------------------- | ---------------- |
| 1  | Wild Dances           |                  |
| 2  | Dance with the Wolves |                  |
| 3  | The Same Star         |                  |